# Вербове (Шептицький район)
Вербо́ве — село в Україні, у Шептицькому районі Львівської області. Населення становить 149 осіб.

## Історія
Після Другої світової війни село опинилося у складі Польщі. 6-15 липня 1947 року під час операції «Вісла» польська армія виселила з Вербового на щойно приєднані до Польщі північно-західні терени 95 українців.
За радянсько-польським обміном територіями 15 лютого 1951 року село передане до УРСР, а частина польського населення переселена до Нижньо-Устрицького району, включеного до складу ПНР.